# Pułk Wsparcia Dowodzenia Dowództwa Wielonarodowej Dywizji Północny – Wschód
Pułk Wsparcia Dowodzenia Dowództwa Wielonarodowej Dywizji Północny – Wschód (pwd DWD P-W) – oddział Wojska Polskiego, powstał z przeformowania 16 bdow i rozpoczął funkcjonowanie 1 lutego 2018 roku.
Pułk utworzono w celu zabezpieczenia funkcjonowania Wielonarodowej Dywizji Północny – Wschód, którą utworzono do koordynacji batalionowych grup bojowych Sił Wzmocnionej Wysuniętej Obecności Organizacji Traktatu Północnoatlantyckiego w Polsce, Estonii na Łotwie i Litwie.
- Insygnia[2]

Insygnia
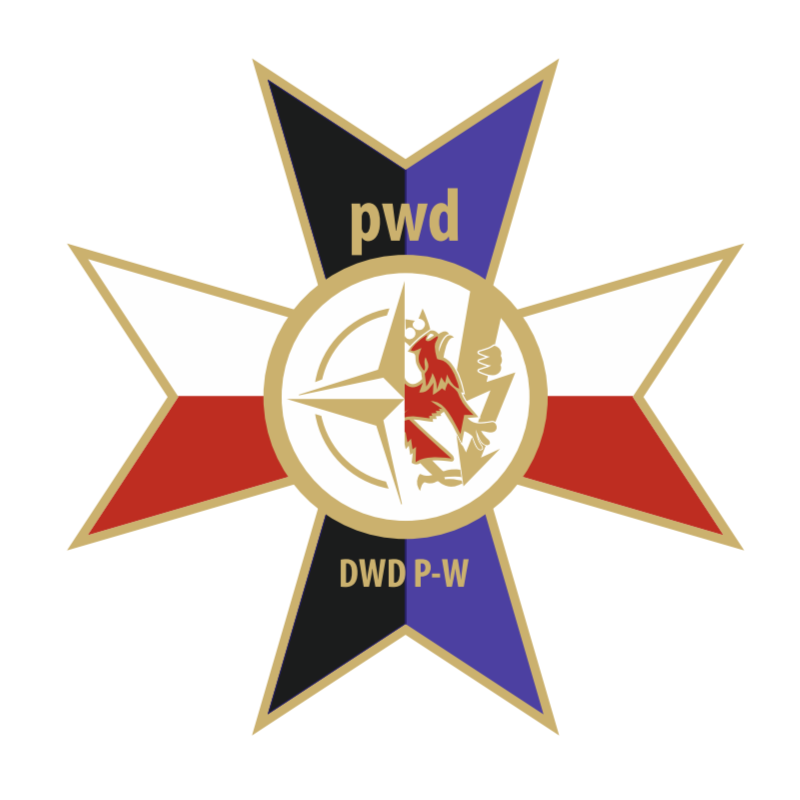
Odznaka pamiątkowa
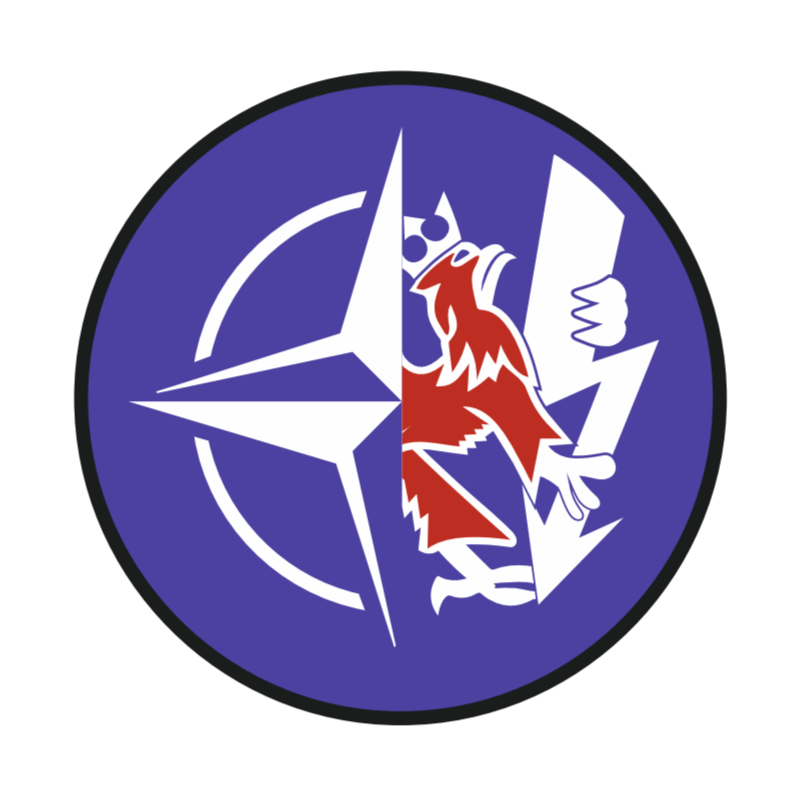
Oznaka rozpoznawcza na mundur wyjściowy
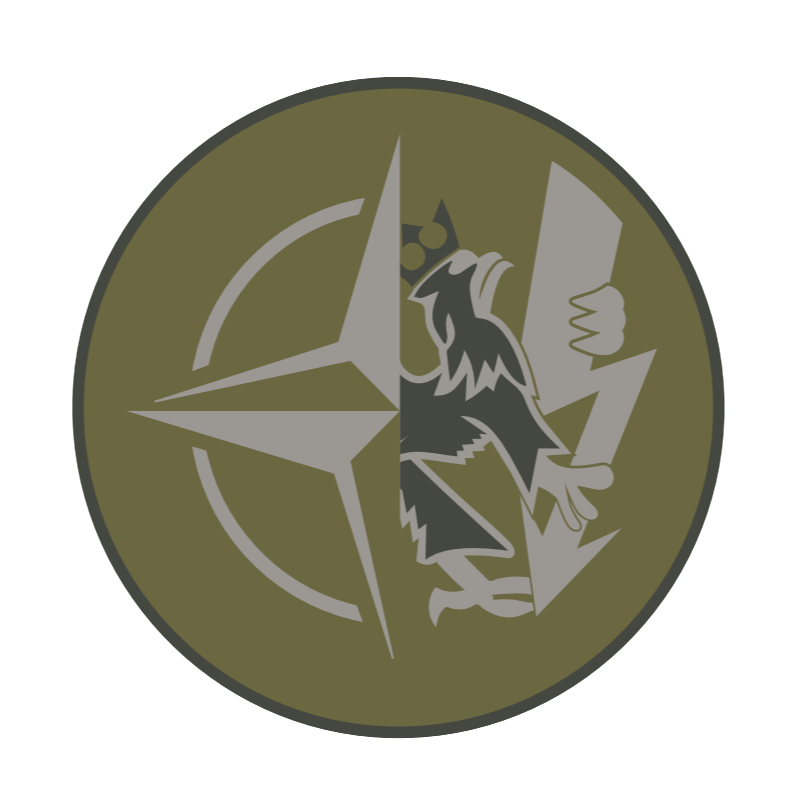
Oznaka rozpoznawcza na mundur polowy
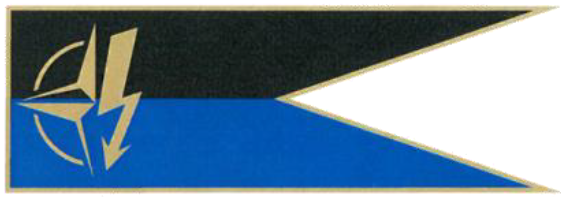
Proporczyk na beret

## Dowódcy
- płk mgr Andrzej Duda (2018 – obecnie)